# Reftaridil Kadin
Reftarıdil Kadın (turco ottomano: رفتاردل قادین, lett. "rinascita"; Caucaso settentrionale, 1838 – Istanbul, 3 marzo 1936) è stata una consorte del sultano ottomano Murad V.

## Origini
Reftarıdil Kadın nacque nel 1838 nel Caucaso settentrionale. Era per metà abcasa e per metà circassa e apparteneva alla nobile famiglia Hatko. Aveva due sorelle, Ceylanyar Melek Hanım, che entrò a servizio di Mehmed Emin Pasha e sposò poi Hacı Nazıf Bey, da cui ebbe un figlio, Rüşdü Bey, e una figlia; e Terandil Hanim, che sposò e visse con lui ad Aksaray.
Era descritta come una donna molto bella, col viso tondo, la carnagione rosea, occhi grandi e azzurri e naso dritto. Era onesta, sorridente e di buon cuore. Amava la musica e la lettura ed era molto colta, sempre informata sugli argomenti di attualità.

## Matrimonio
Nel 1858 Murad V, ancora Şehzade, la notò e la chiese come seconda consorte. Si sposarono il 4 febbraio 1859 a Palazzo Dolmabahçe. Reftarıdil ebbe da lui un figlio, nato nel 1861. Tecnicamente, era allora ancora vietato a un principe ottomano avere figli prima di diventare sultano, ma Abdülaziz, zio di Murad appena salito al trono, accordò loro un'eccezione, dal momento che lui stesso aveva avuto un figlio anni prima di diventare sultano.
Con la salita al trono di Abdülaziz, Murad divenne Valiahd Şehzade (principe ereditario). Pertevniyal Sultan, madre di Abdülaziz e nuova Valide Sultan, prese in grande antipatia Murad e la sua famiglia, perché, al momento della morte di Abdülmecid, una fazione che comprendeva Şevkefza Kadin, madre di Murad, e Servetseza Kadin, Prima Consorte di Abdülmecid I, aveva tentato di intronizzare Murad al posto di suo figlio, anche se non c'erano prove che Murad stesso fosse al corrente della cosa.
Come principe ereditario, Murad ricevette per sé e le sue consorti il Palazzo Kurbağalıdere, oltre alla suite dell'erede a Palazzo Dolmabahçe, dove passavano l'inverno, e il Palazzo Nisbetiye, dove passavano le estati.

## Consorte imperiale
Nel giugno 1876 Abdülaziz fu deposto e morì pochi giorni dopo in circostanze sospette. Murad V divenne sultano e Reftarıdil venne elevata al rango di Seconda Kadın, col titolo Reftarıdil Kadın. 93 giorni dopo Murad V fu deposto dal suo fratellastro minore Abdülhamid II, per supposta incapacità mentale, e rinchiuso con la sua famiglia, compresa Reftarıdil Kadın e suo figlio, nel Palazzo di Çırağan fino alla sua morte, nel 1904. Tutti i tentativi di rimetterlo sul trono o liberarlo fallirono, compreso il complotto Ali Suavi nel 1878.
Alla morte di Murad a giugno 1904, lei, le altre consorti e i figli vennero liberati.

## Ultimi anni e morte
Dopo la morte di Murad si trasferì nel nuovo Palazzo di loro figlio, ma quando questi morì, nel 1915, si trasferì in una casa a Ortaköy, dove in seguito ospitò anche Şayan Kadın, terza consorte di Murad.
Malgrado i tempi difficili, le condizioni economiche precarie e i dolori che aveva patito, era sempre allegra e sorridente. Dopo il varo della legge sul cognome assunse il nome Reftarıdil Hatgil.
Morì il 3 marzo 1936 a 98 anni, una delle consorti ottomane più longeve.

## Discendenza
Da Murad V, Reftarıdil Kadın ebbe un figlio:
- Şehzade Mehmed Selaheddin (5 giugno 1861 - 29 aprile 1915). Ebbe sette consorti, otto figli e otto figlie.

## Cultura popolare
- Reftarıdil è un personaggio del romanzo storico di Ayşe Osmanoğlu The Gilded Cage on the Bosphorus (2020)[16].